# The Best of Eagles
The Best of Eagles – album kompilacyjny country rockowej grupy Eagles, wydany w 1985 roku.
Płytę wydała wytwórnia płytowa Asylum Records w kilku krajach europejskich m.in. w Wielkiej Brytanii (EKT 5), Niemczech Zachodnich (960 342-1), Francji (WE 381), Włoszech (96 0342-1), Grecji (960342-1) jak również krajach pozaeuropejskich jak Australia (60342-1), Nowa Zelandia (603421), Japonia (P-13600). W krajach Europy Wschodniej album ukazał się nakładem enerdowskiej Amigi (8 56 441) i węgierskiego Gongu (SLPXL 37268). Nie ukazał się natomiast w samych Stanach Zjednoczonych. Olbrzymim powodzeniem cieszył się w Wielkiej Brytanii, gdzie otrzymał status poczwórnej Platynowej Płyty za sprzedaż 1,2 mln egzemplarzy. Na liście UK Albums Chart przebywał przez 74 tygodnie i najwyższą pozycją jaką zajmował było miejsce 8.

## Lista utworów
| A1. | "Take It Easy"                                                                                  | 3.29  |
|     | (Clyde Jackson Browne, Glen Frey) 1972 śpiew – Glen Frey album – Eagles                         |       |
| A2. | "Peaceful, Easy Feeling"                                                                        | 4.16  |
|     | (Jack Tempchin) 1972 śpiew – Glenn Frey album – Eagles                                          |       |
| A3. | "Desperado"                                                                                     | 3.33  |
|     | (Don Henley, Glenn Frey) 1973 śpiew – Don Henley album – Desperado                              |       |
| A4. | "Tequila Sunrise"                                                                               | 2.52  |
|     | (Don Henley, Glenn Frey) 1973 śpiew – Glenn Frey album – Desperado                              |       |
| A5. | "Best Of My Love"                                                                               | 4.35  |
|     | (Don Henley, Glenn Frey, J.D. Souther) 1974 śpiew – Don Henley album – On the Border            |       |
| A6. | "Lyin' Eyes"                                                                                    | 3.58  |
|     | (Don Henley, Glenn Frey) 1975 śpiew – Glenn Frey album – One of These Nights                    |       |
| A7. | "Take it to the Limit"                                                                          | 4.48  |
|     | (Randy Meisner , Don Henley, Glenn Frey) 1975 śpiew – Randy Meisner album – One of These Nights |       |
| B1. | "One of These Nights"                                                                           | 4.51  |
|     | (Don Henley, Glenn Frey) 1975 śpiew – Don Henley album – One of These Nights                    |       |
| B2. | "Hotel California"                                                                              | 6.30  |
|     | (Don Felder, Don Henley, Glen Frey) 1976 śpiew – Don Henley album – Hotel California            |       |
| B3. | "New Kid in Town"                                                                               | 5.04  |
|     | (Don Henley, Glenn Frey, J.D. Souther) 1976 śpiew – Glenn Frey album – Hotel California         |       |
| B4. | "Life in the Fast Lane"                                                                         | 4.46  |
|     | (Don Henley, Glenn Frey, Joe Walsh) 1976 śpiew – Don Henley album – Hotel California            |       |
| B5. | "Heartache Tonight"                                                                             | 4.26  |
|     | (Don Henley, Glenn Frey, Bob Seger, J.D. Souther) 1979 śpiew – Glenn Frey album – The Long Run  |       |
| B6. | "The Long Run"                                                                                  | 3.42  |
|     | (Don Henley, Glenn Frey) 1979 śpiew – Don Henley album – The Long Run                           |       |
|     |                                                                                                 | 56:50 |
|     |                                                                                                 |       |

## Najwyższe notowania na listach albumów
| Lista 1985          | Pozycja |
| ------------------- | ------- |
| Lista australijska  | 26      |
| Lista brytyjska     | 8       |
| Lista niemiecka     | 56      |
| Lista nowozelandzka | 1       |

## Certyfikaty
| Kraj                  | Certyfikacja        | Sprzedaż  |
| --------------------- | ------------------- | --------- |
| Wielka Brytania (BPI) | 4 x platynowa płyta | 1 200 000 |